# 中部地方の道路一覧
中部地方の道路一覧（ちゅうぶちほうのどうろいちらん）は、中部地方の道路を中部地方内の地域別に分けた一覧である。 

## 解説
- 「超広域」とは、その地域を走り、なおかつ他の地域にまたがって走る道路である。
- 「広域」とは、その地域内の複数の部分にまたがった道路である。地域内で完結している。
- 「未区分」は、地域内の区分が編集されていないものである。判明した場合は対応の地域へ移動すること。

## 超広域
- E49 磐越自動車道（いわきJCT - 新潟中央IC）
- E7 日本海東北自動車道（新潟中央JCT - 朝日まほろばIC、あつみ温泉IC - 遊佐鳥海IC、象潟IC - 河辺JCTは開通済み、他区間は建設中）
- E8 北陸自動車道（新潟中央JCT - 米原JCT）
- E17 関越自動車道（練馬IC - 長岡JCT）
- E18 上信越自動車道（藤岡JCT - 上越JCT）
- E19/E20/E68 中央自動車道（高井戸IC - 大月JCT - 小牧JCT、大月JCT - 河口湖IC）
- E1 東名高速道路（東京IC - 小牧IC）
- E1A 新東名高速道路（海老名南JCT - 新秦野IC、新御殿場IC - 豊田東JCTは開通済み、新秦野IC - 新御殿場ICは建設中）
- E1 名神高速道路（小牧IC - 西宮IC）
- E1A 伊勢湾岸自動車道（豊田東JCT - 四日市JCT）
- E23 東名阪自動車道（名古屋西JCT - 伊勢関IC）
- E27 舞鶴若狭自動車道（吉川JCT - 敦賀JCT）
- 国道1号（東京都中央区 - 大阪府大阪市）
- 国道7号（新潟県新潟市 - 青森県青森市）
- 国道8号（新潟県新潟市 - 京都府京都市）
- 国道17号（東京都中央区 - 新潟県新潟市）
- 国道18号（群馬県高崎市 - 新潟県上越市）
- 国道20号（東京都中央区 - 長野県塩尻市）
- 国道21号（岐阜県瑞浪市 - 滋賀県米原市）
- 国道23号（愛知県豊橋市 - 三重県伊勢市）（名四国道）
- 国道27号（福井県敦賀市 - 京都府船井郡京丹波町）
- 国道42号（静岡県浜松市 - 和歌山県和歌山市）
- 国道49号（福島県いわき市 - 新潟県新潟市）
- 国道113号（新潟県新潟市 - 福島県相馬市）
- 国道135号（静岡県下田市 - 神奈川県小田原市）
- 国道138号（山梨県富士吉田市 - 神奈川県小田原市）
- 国道139号（静岡県富士市 - 東京都西多摩郡奥多摩町）
- 国道140号（埼玉県熊谷市 - 山梨県南巨摩郡富士川町）
- 国道144号（群馬県吾妻郡長野原町 - 長野県上田市）
- 国道146号（群馬県吾妻郡長野原町 - 長野県北佐久郡軽井沢町）
- 国道161号（福井県敦賀市 - 滋賀県大津市）
- 国道162号（京都府京都市 - 福井県敦賀市）
- 国道246号（東京都千代田区 - 静岡県沼津市）
- 国道252号（新潟県柏崎市 - 福島県会津若松市）
- 国道254号（東京都文京区 - 長野県松本市）
- 国道258号（岐阜県大垣市 - 三重県桑名市）
- 国道259号（三重県鳥羽市 - 愛知県豊橋市）
- 国道289号（新潟県新潟市 - 福島県いわき市）
- 国道291号（群馬県前橋市 - 新潟県柏崎市）
- 国道292号（群馬県吾妻郡長野原町 - 新潟県妙高市）
- 国道299号（長野県茅野市 - 埼玉県入間市）
- 国道303号（岐阜県岐阜市 - 福井県三方上中郡若狭町）
- 国道345号（新潟県新潟市 - 山形県飽海郡遊佐町）
- 国道352号（新潟県柏崎市 - 栃木県河内郡上三川町）
- 国道353号（群馬県桐生市 - 新潟県柏崎市）
- 国道365号（石川県加賀市 - 三重県四日市市）
- 国道367号（京都府京都市 - 福井県三方上中郡若狭町）
- 国道405号（群馬県吾妻郡中之条町 - 新潟県上越市）
- 国道406号（長野県大町市 - 群馬県高崎市）
- 国道411号（東京都八王子市 - 山梨県甲府市）
- 国道413号（山梨県富士吉田市 - 神奈川県相模原市）
- 国道459号（新潟県新潟市 - 福島県双葉郡浪江町）
- 国道462号（長野県佐久市 - 群馬県伊勢崎市）
- 国道475号（愛知県豊田市 - 三重県四日市市）

## 広域
- E41 東海北陸自動車道（一宮JCT - 小矢部砺波JCT）
- E52 中部横断自動車道（新清水JCT - 双葉JCT、八千穂高原IC - 佐久小諸JCTは開通済み、長坂JCT - 八千穂高原ICは計画中）
- E67 中部縦貫自動車道（中ノ湯IC - 平湯IC、高山IC - 飛騨清見IC -（東海北陸自動車道と重複） - 白鳥IC - 油坂峠出入口、九頭竜IC - 福井北IC/JCTは開通済み。松本JCT - 波田IC、丹生川IC - 高山IC、油坂峠出入口 - 九頭竜ICは建設中。）
- E41 能越自動車道（小矢部砺波JCT - 灘浦IC、七尾大泊IC - 七尾城山IC、田鶴浜IC - のと里山空港ICは開通済み。その他は建設・計画中。）
- E69 三遠南信自動車道（飯田山本IC - 飯田上久堅・喬木富田IC、喬木IC - 程野IC、佐久間川合IC - 東栄IC、鳳来峡IC - 浜松いなさJCTは開通済み。飯田上久堅・喬木富田IC - 喬木IC、程野IC - 佐久間川合IC、東栄IC - 鳳来峡ICは建設中）
- C3 東海環状自動車道（豊田東JCT - 本巣IC、大野神戸IC - 養老IC、いなべIC - 新四日市JCTは開通済み。本巣IC - 大野神戸IC、養老IC - いなべICは建設中）
- 国道19号（愛知県名古屋市 - 長野県長野市）
- 国道22号（愛知県名古屋市 - 岐阜県岐阜市）
- 国道41号（愛知県名古屋市 - 富山県富山市）
- 国道52号（静岡県静岡市 - 山梨県甲府市）
- 国道117号（長野県長野市 - 新潟県小千谷市）
- 国道141号（山梨県韮崎市 - 長野県上田市）
- 国道148号（長野県大町市 - 新潟県糸魚川市）
- 国道151号（長野県飯田市 - 愛知県豊橋市）
- 国道152号（長野県上田市 - 静岡県浜松市）
- 国道153号（愛知県名古屋市 - 長野県塩尻市）
- 国道156号（岐阜県岐阜市 - 富山県高岡市）
- 国道157号（石川県金沢市 - 岐阜県岐阜市）
- 国道158号（福井県福井市 - 長野県松本市）
- 国道160号（石川県七尾市 - 富山県高岡市）
- 国道248号（愛知県蒲郡市 - 岐阜県岐阜市）
- 国道256号（岐阜県岐阜市 - 長野県飯田市）
- 国道257号（静岡県浜松市 - 岐阜県高山市）
- 国道301号（静岡県浜松市 - 愛知県豊田市）
- 国道304号（石川県金沢市 - 富山県南砺市）
- 国道305号（石川県金沢市 - 福井県南条郡南越前町）
- 国道359号（富山県富山市 - 石川県金沢市）
- 国道360号（富山県富山市 - 石川県小松市）
- 国道361号（岐阜県高山市 - 長野県伊那市）
- 国道362号（愛知県豊川市 - 静岡県静岡市）
- 国道363号（愛知県名古屋市 - 岐阜県中津川市）
- 国道364号（福井県大野市 - 石川県加賀市）
- 国道403号（新潟県新潟市 - 長野県松本市）
- 国道415号（石川県羽咋市 - 富山県富山市）
- 国道416号（福井県福井市 - 石川県小松市）
- 国道417号（岐阜県大垣市 - 福井県南条郡南越前町）
- 国道418号（福井県大野市 - 長野県飯田市）
- 国道419号（岐阜県瑞浪市 - 愛知県高浜市）
- 国道469号（静岡県御殿場市 - 山梨県南巨摩郡南部町）
- 国道470号（石川県輪島市 - 富山県砺波市）
- 国道471号（石川県羽咋市 - 岐阜県高山市）
- 国道472号（富山県新湊市 - 岐阜県郡上市）
- 国道473号（愛知県蒲郡市 - 静岡県牧之原市）
- 国道474号（長野県飯田市 - 静岡県浜松市）

## 新潟県
- 国道116号（新潟県柏崎市 - 新潟県新潟市）
- 国道253号（新潟県上越市 - 新潟県南魚沼市）
- 国道290号（新潟県村上市 - 新潟県魚沼市）
- 国道350号（新潟県新潟市 - 新潟県上越市）
- 国道351号（新潟県長岡市 - 新潟県小千谷市）
- 国道402号（新潟県柏崎市 - 新潟県新潟市）
- 国道404号（新潟県長岡市 - 新潟県上越市）
- 国道460号（新潟県新発田市 - 新潟県柏崎市）
- 新潟東西道路（新潟県新潟市）
- 新潟南北道路（新潟県新潟市）
- 長岡東西道路（新潟県長岡市）
- 上越魚沼地域振興快速道路（新潟県上越市 - 新潟県南魚沼市）

### 県道
- 新潟県の県道一覧

### 農道
- 西蒲原広域農道

### バイパスなど
- 新潟市内のバイパス網
  - 新潟バイパス（新潟西バイパス、新新バイパス）
  - 栗ノ木バイパス
  - 亀田バイパス（横雲バイパス、阿賀野バイパス）
  - 新津バイパス（新津南バイパス、小須戸田上バイパス、三条北バイパス）
  - 巻バイパス
  - 白根バイパス
- 鵜渡路バイパス
- 村上バイパス
- 乙バイパス
- 荒川道路
- 中条黒川バイパス
- 新発田バイパス
- 新発田南バイパス
- 揚川改良
- 津川バイパス
- 国道8号大野道路改良
- 国道8号白根道路改良
- 見附バイパス
- 長岡東バイパス
- 長岡バイパス
- 左岸バイパス
- 小千谷バイパス
- 西小千谷バイパス
- 浦佐バイパス
- 五日町バイパス
- 六日町バイパス
- 二居道路
- 大白倉バイパス
- 柏崎バイパス
- 直江津バイパス
- 上新バイパス
- 糸魚川東バイパス
- 糸魚川バイパス

## 富山県

### 県道
- 富山県の県道一覧

## 石川県
- 国道159号（石川県七尾市 - 石川県金沢市）
- 国道249号（石川県七尾市 - 石川県金沢市）
- 月浦白尾インターチェンジ連絡道路（石川県かほく市 - 石川県金沢市）
- 金沢東部環状道路（石川県金沢市）
- 金沢外環状道路（石川県金沢市 - 石川県白山市）
- E86/E41 のと里山海道（石川県金沢市 - 石川県鳳珠郡穴水町）
- 白山白川郷ホワイトロード（石川県白山市 - 岐阜県大野郡白川村）
- 千里浜なぎさドライブウェイ（石川県羽咋郡宝達志水町 - 石川県羽咋市）

### 県道
- 石川県の県道一覧

### 金沢市
- 金沢市内の通り

## 福井県
- 国道476号（福井県大野市 - 福井県敦賀市）
- 福井港丸岡インター連絡道路（福井県坂井市）

### 県道
- 福井県の県道一覧

### 農道
- 丹南広域農道（福井県福井市 - 福井県越前市）
- 若狭梅街道（福井県三方郡美浜町 - 福井県三方上中郡若狭町）
- 若狭西街道（福井県小浜市 - 福井県大飯郡高浜町）

### 林道
- 広域基幹林道栃木山中線

### バイパスなど
- 福井バイパス（福井県あわら市 - 福井県越前市）
- 敦賀バイパス（福井県敦賀市）
- 金山バイパス（福井県敦賀市 - 福井県三方郡美浜町）
- 美浜東バイパス（福井県三方郡美浜町）
- 大野バイパス（福井県大野市）

## 山梨県
- 国道137号（山梨県富士吉田市 - 山梨県笛吹市）
- 国道300号（山梨県富士吉田市 - 山梨県南巨摩郡身延町）
- 国道358号（山梨県南都留郡富士河口湖町 - 山梨県甲府市）

### 県道
- 山梨県の県道一覧

### 地域高規格道路
- 新山梨環状道路
- 西関東連絡道路
  - 雁坂トンネル有料道路
  - 甲府山梨道路

### バイパスなど
- 大月バイパス（山梨県大月市）
- 都留バイパス（山梨県都留市）
- 富士見バイパス（山梨県富士吉田市）
- 勝沼バイパス（山梨県甲州市 - 山梨県笛吹市）
- 甲府バイパス（山梨県笛吹市 - 山梨県甲斐市）
- 竜王バイパス（山梨県甲斐市）
- 韮崎バイパス（山梨県韮崎市）
- 箕輪バイパス（山梨県北杜市）
- 甲西道路（山梨県南巨摩郡鰍沢町 - 山梨県甲斐市）
- 西島バイパス（山梨県南巨摩郡身延町）
- 身延バイパス（山梨県南巨摩郡身延町）
- 南部バイパス（山梨県南巨摩郡南部町）

### 甲府市
- 平和通り
- アルプス通り

## 長野県

### 広域
- E19 長野自動車道（岡谷JCT - 更埴JCT）
- 国道142号（長野県北佐久郡軽井沢町 - 長野県諏訪郡下諏訪町）
- 国道143号（長野県松本市 - 長野県上田市）
- 国道147号（長野県大町市 - 長野県松本市）

### 県道
- 長野県の県道一覧

### 長野市
- 長野南バイパス
- 篠ノ井バイパス
- 長野東バイパス
- 県庁通り
- 昭和通り

### バイパスなど
- 妙高野尻バイパス（長野県上水内郡信濃町 - 新潟県妙高市）
- 野尻バイパス（長野県上水内郡信濃町）
- 長野バイパス（長野県長野市 - 長野県上水内郡飯綱町）
- 坂城更埴バイパス（長野県千曲市）
- 上田坂城バイパス（長野県上田市 - 長野県埴科郡坂城町）
- 上田バイパス（長野県東御市 - 長野県上田市）
- 小諸バイパス（長野県小諸市）
- 軽井沢バイパス（長野県北佐久郡軽井沢町）
- 平賀バイパス（長野県佐久市）
- 臼田野沢バイパス（長野県佐久市）
- 本郷バイパス（長野県南佐久郡佐久穂町）
- 坂室バイパス（長野県茅野市）
- 諏訪バイパス（長野県茅野市 - 長野県岡谷市）
- 下諏訪岡谷バイパス（長野県諏訪郡下諏訪町 - 長野県岡谷市）
- 塩尻バイパス（長野県塩尻市）
- 飯田バイパス（長野県飯田市）
- 箕輪バイパス（長野県上伊那郡箕輪町）
- 伊南バイパス（長野県上伊那郡飯島町 - 駒ヶ根市）
- 高遠バイパス（長野県伊那市高遠町）
- 伊那バイパス（長野県伊那市 - 長野県上伊那郡箕輪町）
- 松本バイパス（長野県松本市）

### 農道
- 伊那中部広域農道（中央アルプス花の道）
- 伊那南部広域農道（南信州フルーツライン）
- 伊那西部広域農道
- 東山山麓広域農道
- 須高広域農道（北信濃くだもの街道）
- 浅間山麓広域農道（浅間サンライン）
- 上水内北部広域農道（北信五岳道路）
- 安曇広域農道
- 松塩広域農道（アルプスグリーン道路）
- 千曲川左岸広域農道(千曲ビューライン）
- 八ヶ岳西麓広域農道（八ヶ岳エコーライン）

## 岐阜県

### 県道
- 岐阜県の県道一覧

### バイパス
- 多治見バイパス（国道19号、多治見市）
- 土岐バイパス（国道19号、土岐市）
- 瑞浪バイパス（国道19号、瑞浪市）
- 恵那バイパス（国道19号、恵那市）
- 中津川バイパス（国道19号、中津川市）
- 鵜沼バイパス（国道21号、各務原市）
- 那加バイパス（国道21号、各務原市）
- 岐大バイパス（国道21号、岐阜市 - 不破郡垂井町）
- 関ヶ原バイパス（国道21号、不破郡垂井町 - 同郡関ケ原町）
- 美濃加茂バイパス（国道41号、美濃加茂市 - 加茂郡川辺町）
- 岐阜東バイパス（国道156号〔一部国道248号重複〕、羽島郡岐南町 - 岐阜市）
- 可児バイパス（国道248号、可児市）
- 高富バイパス（国道256号、山県市）
- 徳山バイパス（国道417号、揖斐郡揖斐川町）

## 静岡県

### 広域
- E70 伊豆縦貫自動車道（沼津岡宮IC - 函南塚本IC、大仁中央IC - 月ケ瀬IC）
- 国道136号（静岡県下田市 - 静岡県三島市）
- 国道150号（静岡県静岡市清水区 - 静岡県浜松市）
- 国道414号（静岡県下田市 - 静岡県沼津市）

### 県道
- 静岡県の県道一覧

### 静岡市
- 国道149号（清水区清水港 - 清水区大和町）

### 浜松市
- 静岡県道65号浜松環状線（中央区坪井町 - 中央区安新町）

## 愛知県

### 広域
- 国道1号（愛知県豊橋市 - 愛知県弥富市）
- 国道19号（愛知県春日井市 - 愛知県名古屋市）
- 国道22号（愛知県名古屋市中区 - 愛知県一宮市）
- 国道23号（愛知県豊橋市 - 愛知県弥富市）
- 国道41号（愛知県名古屋市中区 - 愛知県犬山市）
- 国道42号（愛知県豊橋市 - 愛知県田原市）
- 国道151号（愛知県豊橋市‐愛知県北設楽郡豊根村）
- 国道153号（愛知県豊田市 - 愛知県豊田市)
- 国道154号（愛知県名古屋市港区 - 愛知県名古屋市港区)
- 国道155号（愛知県常滑市 - 愛知県弥富市）
- 国道247号（愛知県名古屋市熱田区 - 愛知県豊橋市）
- 国道257号（愛知県新城市 - 愛知県豊田市）
- 国道259号（愛知県豊橋市 - 愛知県田原市）
- 国道301号（愛知県豊田市 - 愛知県新城市）
- 国道302号（愛知県名古屋市中川区 - 愛知県名古屋市中川区）
- 国道362号（愛知県豊川市 - 愛知県豊橋市）
- 国道363号（愛知県名古屋市名東区 - 愛知県瀬戸市）
- 国道366号（愛知県半田市 - 愛知県名古屋市緑区）
- 国道419号（愛知県豊田市 - 愛知県高浜市）
- 国道420号（愛知県豊田市 - 愛知県新城市）
- 国道473号（愛知県北設楽郡東栄町 - 愛知県蒲郡市）
- 国道474号（愛知県北設楽郡東栄町 - 愛知県新城市）※一部建設中
- 国道475号（愛知県豊田市 - 愛知県瀬戸市）
- C2 名古屋第二環状自動車道（名古屋南JCT - 飛島JCT、名古屋IC - 上社JCT）
- E87 知多半島道路（大高出入口 - 半田IC）
- 南知多道路（半田IC - 豊丘IC）
- E87 知多横断道路（半田中央IC/JCT - りんくうIC）
- E87 中部国際空港連絡道路（りんくうIC - 中部国際空港IC）
- 衣浦豊田道路（愛知県知立市 - 生駒IC）
- 名古屋高速道路（都心環状線、1号楠線、2号東山線、3号大高線、4号東海線、5号万場線、6号清須線、11号小牧線、16号一宮線）
- 名古屋瀬戸道路（日進JCT - 長久手IC）東名高速道路と接続
- 猿投グリーンロード（八草IC - 力石IC）

### 県道
- 愛知県の県道一覧

### 名古屋市
- 国道154号（愛知県名古屋港  -  愛知県名古屋市熱田区）
- 名古屋市道名古屋環状線
- 名古屋環状2号線
- 名古屋市道堀田高岳線（空港線）
- 名古屋市道江川線
- 名古屋市道東海橋線
- 名古屋市道山王線（山王通）
- 錦通
- 桜通
- 久屋大通
- 広小路通
- 若宮大通
- 大津通
- 名駅通
- 東山通
- 外堀通
- 女子大小路
- 伏見通
- 前津通